# Nothoscordum nudicaule
Nothoscordum nudicaule är en amaryllisväxtart som först beskrevs av Johann Georg Christian Lehmann, och fick sitt nu gällande namn av Encarnación Rosa Guaglianone. Nothoscordum nudicaule ingår i släktet vaniljlökar, och familjen amaryllisväxter. Inga underarter finns listade i Catalogue of Life.